# 下十条町
下十条町（しもじゅうじょうちょう）は、東京都王子区及び北区にかつて存在した町。現在の北区十条台一・二丁目のほぼ全域・北区王子本町三丁目の一部・板橋区加賀の一部にあたる。さらに古くは上十条・中十条・東十条のそれぞれ一部も含まれた。当用漢字が定められる前は下十條町と表記された。

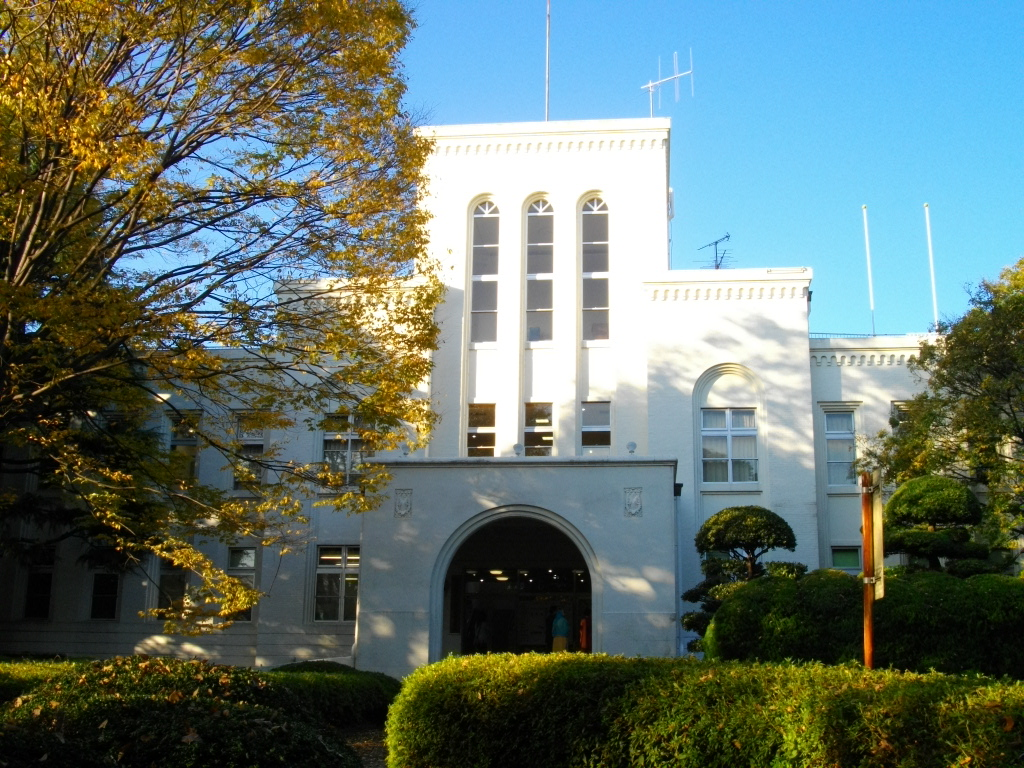
北区中央公園文化センター（旧・東京陸軍第一造兵廠本部）

## 地理
王子区時代は王子区の南西端、王子区が滝野川区と合併し北区となってからは西部に位置した。1956年（昭和31年)においては、北西で上十条、北で中十条、東で王子町（現在の王子本町一・二丁目にあたり王子とは別）、南東で王子本町（概ね現在の王子本町三丁目にあたる）、南で滝野川、西で板橋町（隣接部は現在の加賀、板橋）に隣接している。戦前は多くが軍用地、戦後は米軍によって接収された。返還後は東側が自衛隊駐屯地及び公園用地、西側が文教地区として利用された。

### 小字
1908年（明治41年）8月8日の小字は以下の通り。
- 江頭
- 鷺田
- 宮田
- 櫻田
- 根岸
- 大道
- 仲道……現在の十条駅東北側。
- 久保……現在の十条駅東南側。
- 高木……現在の王子本町三丁目、紅葉橋付近。

このほか「七軒町」と呼ばれる小字が現在の十条駐屯地正門付近に存在したが、1905年(明治38年)銃包製造所建設の際に上十条一丁目に集落ごと移転した。

## 歴史
江戸期は豊島郡岩淵領十条村の下組と呼ばれていた地域で明治初期までに上十条村・下十条村に分村した。1871年（明治4年）11月14日に浦和県（現埼玉県）から東京府に編入された。1889年(明治22年) の町村制施行により北豊島郡王子村大字下十条（1908年〔明治41年〕に王子町大字下十条）及び滝野川村大字下十条（1912年〔大正2年〕より滝野川町大字下十条）に分けられた。1932年（昭和7年）10月1日、東京35区制定に伴い北豊島郡王子町大字下十条を東京市王子区下十条町と改称した。滝野川町大字下十条はこのとき東京市滝野川区滝野川町に吸収された。戦中までに下十条町は軍用地を除いて上十条・中十条等を分離し、王子を分離した王子町と共に全域が軍用地となっていた。このため戦後は米軍に接収され、TOD第4・第5地区となった。TOD第5地区は1958年（昭和33年）12月までに全域が段階的に返還され、TOD第4地区も大規模な返還運動と美濃部亮吉東京都知事の革新都政を背景に1971年（昭和46年）10月15日までに段階的に返還された。この返還の過程で十条台一丁目及び王子本町三丁目は1966年（昭和41年）11月15日に、上十条三丁目及び十条台二丁目は1967年（昭和42年）5月1日に住居表示が施行され、下十条町は各町丁に別れ消滅した。

## 経済

### 産業
商工業
『日本紳士録』によると、下十条の商人は白米商の石山がいる。

### 地主
『日本紳士録』によると、下十条の地主・家主は石山がいる。

## 施設

### 戦前・戦中
- 東京砲兵工廠銃包製造所
- 十条兵器製造所
- 東京第一陸軍造兵廠十条工場 - 造兵廠本部・第一製造所・第二製造所・第三製造所。実包・無線機・高射砲用信管・航空信管が製造されていた[10]。
- 東京第二陸軍造兵廠板橋工場
- 板橋射場
- 四本木稲荷 - 銃包製造所が移転してすぐに相次いだ事故に対して、小石川より製造所が当地に移転した際に取り壊した塚の祟りだという噂が流れたため、工場の東北に稲荷が祀られた[4]。とする解説が従来あったが、四本木稲荷を擁していた「七軒町（シチケンチョウ）」旧住人らの手で昭和8年に発行された「七軒町誌」が見い出されてあり、その詳細によると、高木姓12軒、駒崎姓9軒、に増軒なっていた七軒町が、明治38年日露戦中、陸軍火工廠敷地として買収され住戸移転される前に、サワラの巨木（直径太7尺、高さ15～16尺で千住大橋からも見えた（同町住人の記録絵中の説明）。]を含む4本の樹木に囲まれてすでに同町内に王子稲荷神社分社として存在していた。この当時の佇まいは、当時の住人の手で説明とともに筆絵となって残っている。終戦後、用地が隣接する現在の旧稲荷公園（北区中央公園の一部）に一時移転ののち本殿は都営滝野川3丁目アパートの一角にある四本木稲荷神社に移されている[11][4]。

### 米軍占領下
赤羽線以東がTOD第4地区、以西がTOD第5地区として米軍の管理下に入った。
TOD第4地区
- 極東陸軍地図局（-1966年）
- キャンプ王子(1961年-1966年)
- 米陸軍王子病院（王子野戦病院）(1968年‐1969年)

TOD第5地区の一部
- 米軍板橋射場

### 日本返還後
旧TOD第4地区（赤羽線以東）
- 陸上自衛隊霞ヶ浦駐とん地十条分とん地（後に陸上自衛隊十条駐屯地と改編）
- 北区立十条中学校
- 東京都立王子養護学校
- 東京都立北養育園
- 東京都立北養護学校
- 稲荷公園

旧TOD第5地区（赤羽線以西）
- 東京朝鮮中高級学校
- 朝鮮大学校（1956年‐1959年[4]）

## ゆかりのある人物
- 武政恭一郎（埼玉県の財産家、実業家） - 住所が下十条[12]。